# Faculdade de Psicologia e de Ciências da Educação da Universidade do Porto
A Faculdade de Psicologia e de Ciências da Educação da Universidade do Porto (FPCEUP) é uma unidade orgânica da Universidade do Porto, criada em 1980 a partir da transformação dos cursos superiores de Psicologia em Portugal.
A FPCEUP tem como missão assegurar formação e investigação em domínios das Ciências Sociais e das Ciências Humanas, nomeadamente da Psicologia e das Ciências da Educação, referenciadas às realidades locais e às dinâmicas da internacionalização e reconhecidas por critérios de excelência.

## Identidade
A FPCEUP é uma instituição vocacionada para a formação de profissionais, de investigadores e para a construção do conhecimento, de uma forma concertada com as exigências e condicionantes dos campos do saber e do fazer nas áreas da Psicologia e das Ciências da Educação.
As actividades desenvolvidas na faculdade enquadram-se na trilogia de funções e responsabilidades atribuídas pelo Estatuto da Carreira Docente aos docentes do ensino superior: formação e ensino, investigação e prestação de serviços à comunidade.
A identidade da FPCEUP é marcada pela articulação destes três domínios. A investigação é estimulada pelas necessidades sentidas através da intervenção na comunidade, e a formação e o ensino são enformados pelo conhecimento que se vai construindo através da investigação orientada para a resposta às necessidades sociais da comunidade.
A prestação de serviços, para além dos objectivos de carácter mais altruísta que visam a aplicação dos avanços científicos à prática profissional e a melhoria das condições de vida das pessoas e das comunidades, cumpre mais dois importantes objectivos: questionar a realidade e o conhecimento científico, permitindo a elaboração e a re-elaboração de questões de investigação, e formar estudantes, quer a nível do primeiro ciclo, quer a nível da formação pós-graduada.
A FPCEUP assume-se como uma instituição de referência, com um corpo docente altamente qualificado, e promove uma cultura institucional orientada para o bem-estar, a igualdade de oportunidades e o progresso social através da produção de conhecimento e da formação para práticas profissionais capazes de enfrentarem e gerarem mudanças relevantes para instituições, indivíduos, políticas e práticas.

## Departamentos
A FPCEUP possui dois departamentos académicos, nomeadamente, dos cursos Psicologia e Ciências da Educação. Aos departamentos compete, nomeadamente:
- O ensino nos cursos conferentes ou não de grau da FPCEUP, ou em que esta participe;
- A investigação científica e o desenvolvimento tecnológico;
- A difusão e valorização de resultados da investigação;
- A prestação de serviços especializados à comunidade.

Os departamentos são constituídos pelo Diretor, pelo Conselho de Departamento e pela Comissão Executiva. O Diretor do departamento de Psicologia é o Professor Fernando Barbosa e a Diretora do departamento de Ciências da Educação é a Professora Isabel Menezes.

## Objetivos estratégicos
- Desenvolver dispositivos e dinâmicas que garantam a melhoria contínua da qualidade do ensino-aprendizagem, reconhecida interna e externamente;
- Potenciar a capacidade da FPCEUP para realizar investigação reconhecida nacional e internacionalmente;
- Aprofundar dinâmicas de internacionalização, nomeadamente as que envolvem instituição, as equipas de trabalho e os docentes e discentes;
- Otimizar o modelo de gestão da FPCEUP à luz do regime jurídico das instituições do ensino superior;
- Articular processos e dinâmicas de investigação e formação com a prestação de serviços à comunidade.

## História
A FPCEUP foi criada, juntamente com as suas congéneres de Coimbra e Lisboa, pelo Decreto-Lei n.º 529/80, de 5 de Novembro de 1980, a partir da transformação dos cursos superiores de Psicologia consagrados pelo Decreto n.º 12/77 de 20 de Janeiro.
Funcionou inicialmente nas instalações da Faculdade de Letras da Universidade do Porto, na Rua do Campo Alegre. Em Setembro de 1977 passou para edifício independente, situado no n.º 96 da Rua das Taipas; a partir de 1987, passou a funcionar, também, na Rua de Ceuta. Em 1995, voltou às antigas instalações da Rua do Campo Alegre. A partir de Outubro de 2005, foi instalada em edifício novo, no pólo da Asprela da Universidade do Porto -  21 anos após a elaboração do “Primeiro Programa preliminar para as novas instalações” da faculdade.
Datas importantes
- 1977 – Criação da comissão instaladora da FPCEUP.
- 1979 – Primeiras provas de agregação em Psicologia.
- 1980 – Publicação do plano de estudos da licenciatura em Psicologia.
- 1980 – Criação da FPCEUP, no dia 5 de Novembro .
- 1981 –  Primeiras provas de doutoramento em Psicologia.
- 1983 – Primeiras provas de aptidão pedagógica e capacidade científica em Psicologia.
- 1984 – Conclusão e apresentação do “Programa Preliminar para as novas instalações” da FPCEUP.
- 1986/1987 – Criação do primeiro curso de Mestrado em Psicologia.
- 1987/1988 - Início da licenciatura em Ciências da Educação.
- 1987 – Constituição formal e legalização da Associação de Estudantes.
- 1988 - Fundação do Centro de Investigação e Intervenção Educativas, por iniciativa de Stephen R. Stoer.
- 1988 - Primeiras provas de doutoramento em Ciências da Educação.
- 1989/1990 – homologação dos primeiros estatutos da FPCEUP.
- 1990 – Primeiras provas de mestrado em Psicologia, na área de Psicologia do Trabalho e das Empresas.
- 1993 – Primeiras provas de agregação em Ciências da Educação.
- 1995 – Primeiras provas de mestrado em Ciências da Educação, na área de especialização em Educação, Desenvolvimento e Mudança Social.
- 2002 - Professora agraciada pela Presidência da República com o grau de Oficial da Ordem de Instrução Pública.
- 2004 -  É concedido, pela primeira vez, o título de professor emérito da Universidade do Porto a uma professora da FPCEUP. Este título marca o reconhecimento da Universidade do Porto pela contribuição especial que um professor deu e poderá continuar a dar à Universidade, bem como da vontade desta de manter com ela uma colaboração regular.
- 2005 -  Professor da FPCEUP é agraciado pela Presidência da República com o grau de Grande-Oficial da Ordem de Instrução Pública e condecorado com a Grã-Cruz da Ordem da Instrução Pública.
- 2006 -  Professor da FPCEUP é agraciado pela Presidência da República com o grau de Grande Oficial da Ordem Nacional Infante D. Henrique.
- 2006 -  Inauguração oficial das novas instalações da FPCEUP. É atribuído o título de professor emérito da Universidade do Porto a professor da FPCEUP, durante esta cerimónia.
- 2009 – A designação oficial da FPCEUP passa a ser Fundação Universidade do Porto – Faculdade de Psicologia e de Ciências da Educação, na sequência da mudança do estatuto jurídico da Universidade do Porto.

## Ensino
De acordo com o estabelecido no Processo de Bolonha em Portugal, o ensino em Ciências da Educação da FPCEUP encontra-se organizado em três ciclos de estudo: licenciatura, mestrado e doutoramento.
No que diz respeito ao ensino da Psicologia, os cursos organizam-se em três ciclos. Ao nível do 1.º ciclo, funciona a Licenciatura em Psicologia. Ao nível do 2º ciclo funciona o Mestrado em Psicologia e o Mestrado em Temas de Psicologia. No 3.º ciclo, é promovido o Programa Doutoral em Psicologia.
Relativamente ao ensino das Ciências da Educação, os cursos estão, também, organizados em três ciclos. Ao nível do 1.º ciclo, funciona a Licenciatura em Ciências da Educação. Ao nível do 2º ciclo funciona o Mestrado em Ciências da Educação. No 3.º ciclo, é promovido o Programa Doutoral em Ciências da Educação.
Na interface destas das áreas científicas da Psicologia e das Ciências da Educação, a faculdade propõe o Mestrado em Educação e Formação de Adultos.
Além destes, a FPCEUP oferece ainda outros mestrados e doutoramentos, alguns em parceria com outras unidades orgânicas da Universidade do Porto. 
A FPCEUP promove, também, cursos no âmbito do Serviço de Educação Contínua, de que se destacam pós-graduações que visam dar resposta atualizada às exigências contemporâneas de formação profissional, cívica e cultural.

## Investigação
Na FPCEUP funcionam diversos centros de investigação, laboratórios e institutos que desenvolvem projectos financiados em parceria com entidades locais, nacionais e internacionais. Operam na FPCEUP:
- «Centro de Investigação e Intervenção Educativas»
- «Centro de Psicologia da Universidade do Porto»
- «Centro de Apoio ao Estudo do Cérebro»
- «Centro de Ciências do Comportamento Desviante»
- «Centro de Investigação em Psicologia do Comportamento Desviante e Saúde»
- «Centro de Psicologia do Desenvolvimento e Educação da Criança»
- «Instituto de Consulta Psicológica, Formação e Desenvolvimento»
- «Laboratório de Fala»
- «Laboratório de Neuropsicofisiologia»
- Laboratório de Investigação em Sexualidade Humana
- Laboratório de Psicologia Social

Integrados com estas estruturas de investigação, funcionam também o Centro de Recursos Paulo Freire e o Centro de Recursos Stephen R. Stoer[ligação inativa], criados em homenagem aos investigadores e pedagogos que lhes dão nome.

## Cooperação internacional
Com frequência, a FPCEUP acolhe e organiza eventos científicos nacionais e internacionais que testemunham a diversidade de posicionamentos ao nível do pensamento científico na instituição.
Simultaneamente, a FPCEUP tem vindo a afirmar a sua vocação internacional, apostando no estabelecimento de protocolos com entidades estrangeiras, o que se traduz no aumento da mobilidade de estudantes e do intercâmbio de docentes e investigadores, principalmente através do Programa Erasmus.
Para estimular e operacionalizar a mobilidade docente e estudantil, a FPCEUP conta com uma unidade especializada - o Serviço de Apoio à Mobilidade, Projectos e Assessoria à Integração Profissional.

## Serviços à comunidade
Um pilar estruturante da FPCEUP é a prestação de serviços à comunidade, nomeadamente no que se refere a consulta psicológica e a assessoria a escolas. O Serviço de Consultas de Psicologia funciona em articulação com a investigação científica e a docência da faculdade, organizando-se em serviços de intervenção psicológica especializados destinados a diferentes populações com necessidades específicas.
A assessoria a escolas - de que são exemplo as consultorias a projectos TEIP, a participação em processos de avaliação de escolas, o Observatório da Cidade Educadora e o Observatório da Vida nas Escolas- desenvolve-se no âmbito dos núcleos de investigação do grupo de Ciências da Educação da faculdade.

## Edições
Os centros de investigação da FPCEUP apostam da divulgação da produção científica por diversos meios, nomeadamente através de publicações periódicas como livros, revistas e cadernos, disseminadas em papel e por via electrónica. São publicadas regularmente:
- «Colecção Caleidoscópio»
- «Colecção Sociabilidades»
- «Revista Educação, Sociedade & Culturas»
- «Colecção Ciências da Educação»
- «Cadernos de Consulta Psicológica»
- «Revista electrónica Labor(e)al»

## Localização
A FPCEUP situa-se no Pólo da Asprela da Universidade do Porto, no limite norte da cidade do Porto. É uma localização privilegiada em termos de acessos rodoviários e transportes públicos, sendo que é servida pela estação de metro do Polo Universitário (Linha D) da rede de Metro do Porto, o que permitem ligações às estações ferroviárias de S. Bento e de Campanhã, bem como ao aeroporto Francisco Sá Carneiro.